# انحناءات المعدة
تشير انحناءات المعدة (بالإنجليزية: Curvatures of the stomach)‏ إلى الانحناء الكبير (بالإنجليزية: Greater curvature)‏ والانحناء الصغير (بالإنجليزية: Lesser curvature)‏. الانحناء الكبير للمعدة أطول بأربعة أو خمسة أضعاف من الانحناء الصغير.

## الانحناء الكبير

### البنية
- يبدأ من الفؤاد (ثلمة المعدة الفؤادية)، إذ يشكل قوس منحني للخلف والأعلى واليسار. أعلى نقطة من التحدب تقع على مستوى الغضروف الضلعي الأيسر السادس. من هذا المستوى، يمكن اتباع مسار الانحناء الكبير إلى الأسفل والأمام، مع تحدب طفيف لليسار يبدأ عند غضروف الضلع التاسع. ثم يتحول إلى اليمين، إلى نهاية البواب.[3]
- يظهر الانحناء الكبير توسع، مباشرة مقابل الثلمة الزاوية للانحناء الصغير. هذا التوسع محدود من اليمين بواسطة أخدود طفيف، الثلم المتوسط للمعدة، الذي يبعد حوالي 2.5 سم، عن التضيق العفجي البوابي. ويسمى الجزء بين الثلم المتوسط للمعدة والتضيق العفجي البوابي بـ غار البواب.[4](راجع الصورة الأولى)
- تتغطى بداية الانحناء الكبير للمعدة بصفاق مستمر يغطي الجزء الأمامي من العضو. يرتبط الجزء الأيسر من الانحناء بالرباط المعدي الطحالي، بينما يتم ربط الجزء الأمامي بطبقتين من الثرب الكبير، مفصولين عن بعضهما عن طريق أوعية معدية ثربية.

## الانحناء الصغير
يشكل الانحناء الصغير للمعدة -الممتد بين الفؤاد والبواب- الحدود اليمنى أو الأنسية للمعدة.

### البنية
- ينحدر للأسفل كاستمرار للحافة اليمنى للمريء أمام ألياف الساق اليمنى للحجاب الحاجز، وبعد ذلك، يتحوّل إلى اليمين، ويعبر الفقرة الأولى القطنية وينتهي بالبواب.
- نجد قرب النهاية البوابية للانحناء الصغير الثلمة الزاوية، وهي تختلف إلى حد ما في موضعها تبعاً لتمدد المعدة، إذ تعمل على فصل المعدة إلى جزء أيمن وجزء أيسر.[5]
- يرتبط الانحناء الصغير بطبقتي الرباط الكبدي المعدي، ويوجد بين الطبقتين الشريان المعدي الأيسر والفرع المعدي الأيمن للشريان الكبدي.[6]

## التروية الدموية

التروية الدموية للانحناء الكبير، والانحناء الصغير.

### الانحناء الكبير
هناك ثلاثة شرايين تغذي الانحناء الكبير :
- الجزء العلوي من الانحناء: الشرايين المعدية القصيرة.

والأوعية المعدية الثربية:
- الجزء الأوسط من الانحناء: فروع معدية من الشريان المعدي الثربي الأيسر.
- الجزء السفلي من الانحناء: فروع معدية من الشريان المعدي الثربي الأيمن.

### الانحناء الصغير
هناك شريانين يغذيان الانحناء الصغير:
- الجزء العلوي من الانحناء: الشريان المعدي الأيسر.
- الجزء السفلي من الانحناء: الشريان المعدي الأيمن.

## صور إضافية

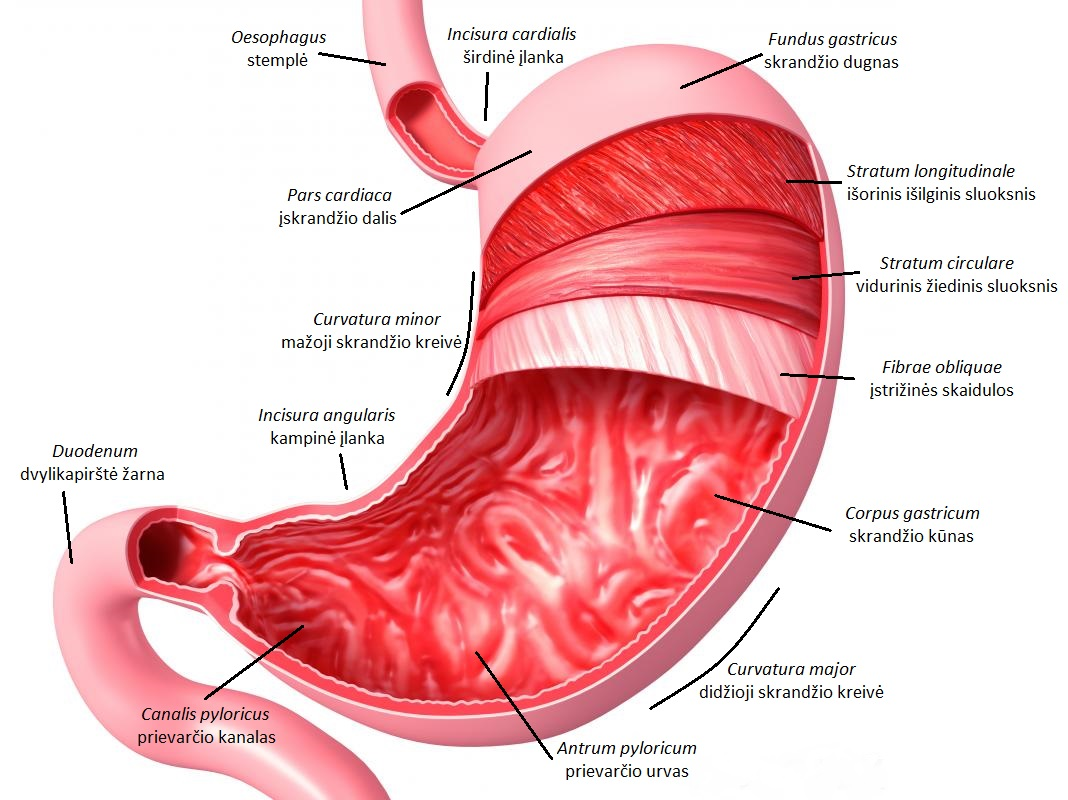
صورة توضح أجزاء المعدة المختلفة.
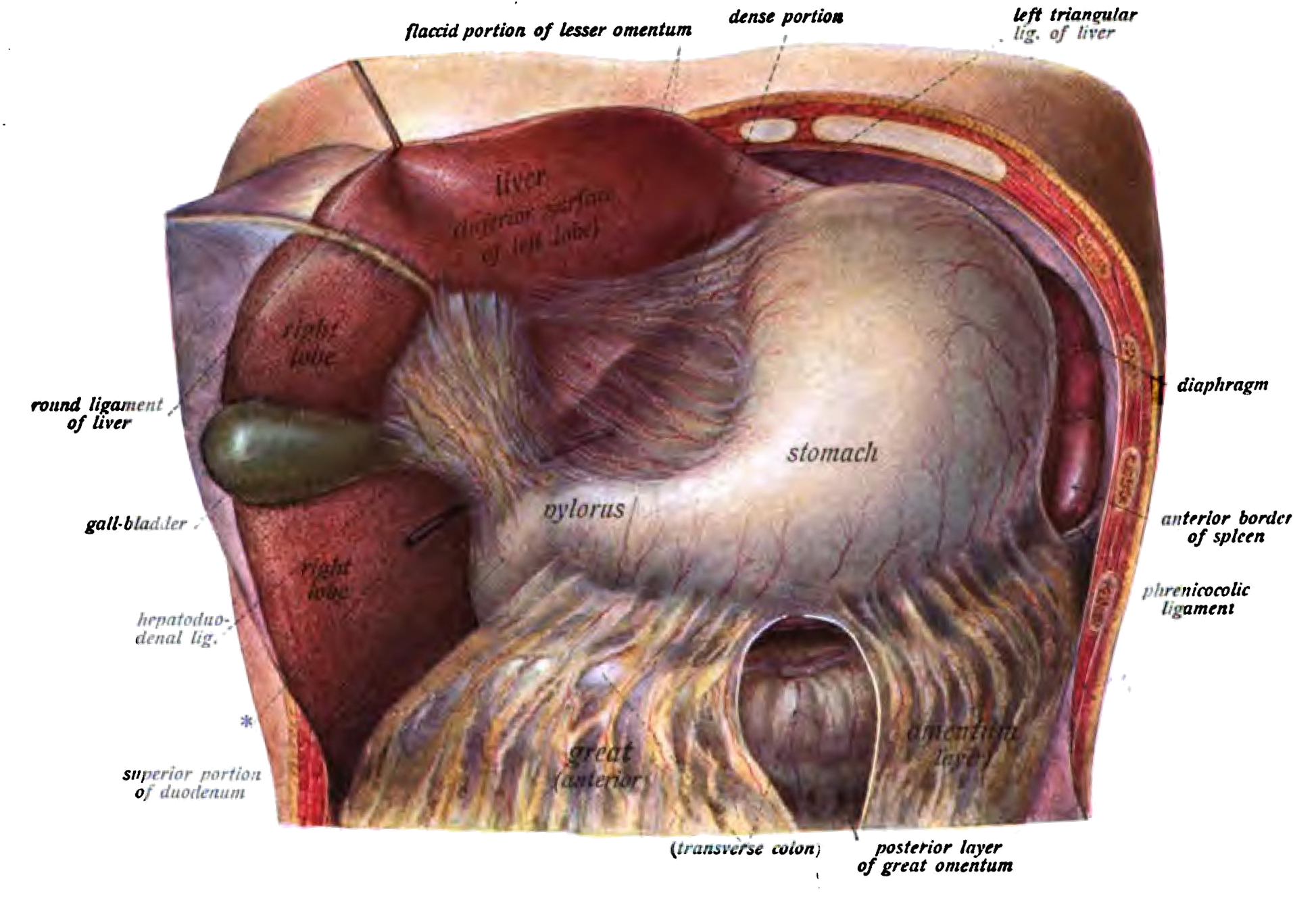
المعدة، الأحشاء المجاورة، والثرب الكبير.
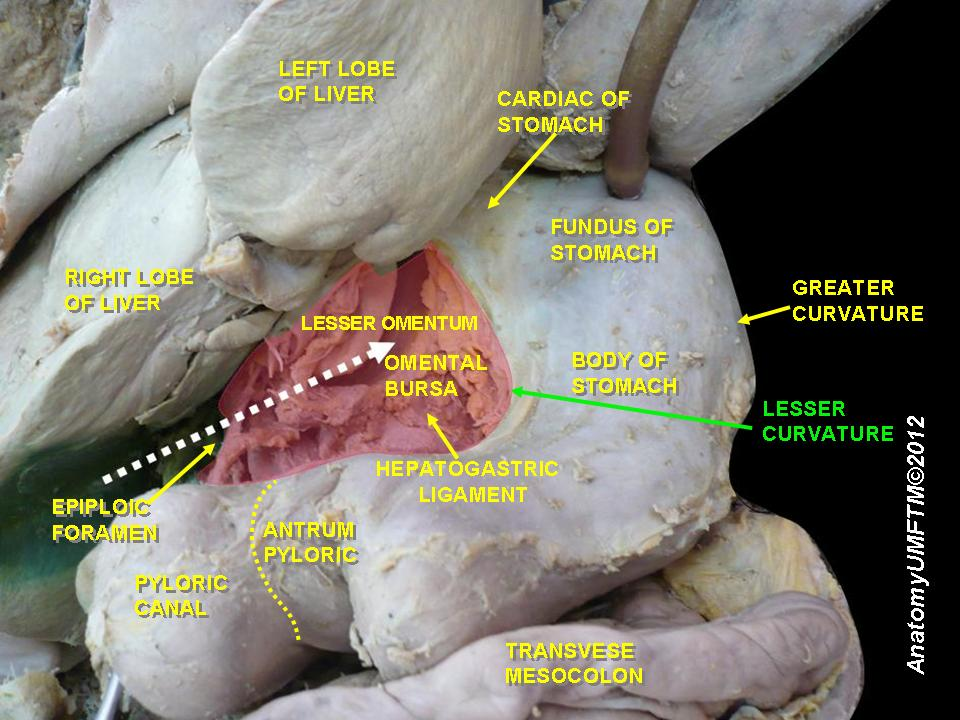
الانحناء الصغير للمعدة
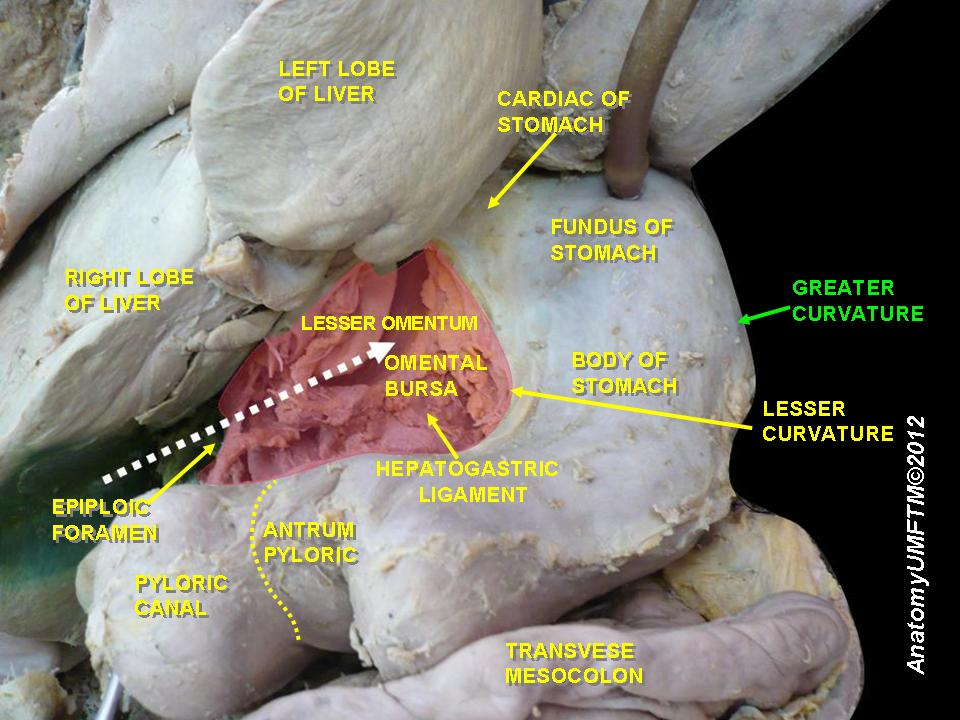
الانحناء الكبير للمعدة
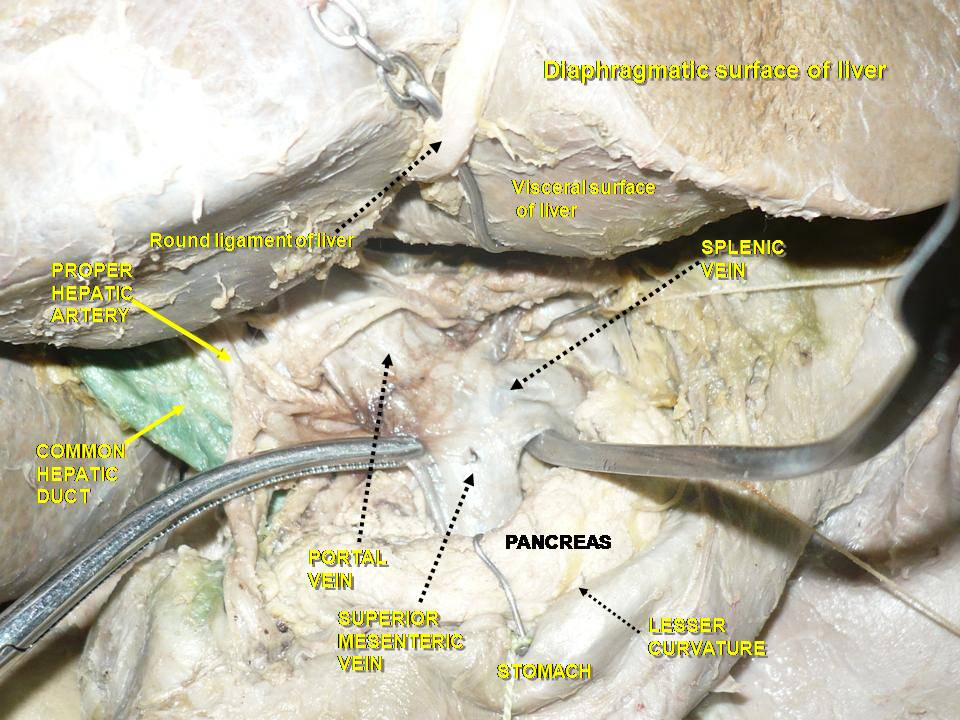
الانحناء الصغير للمعدة
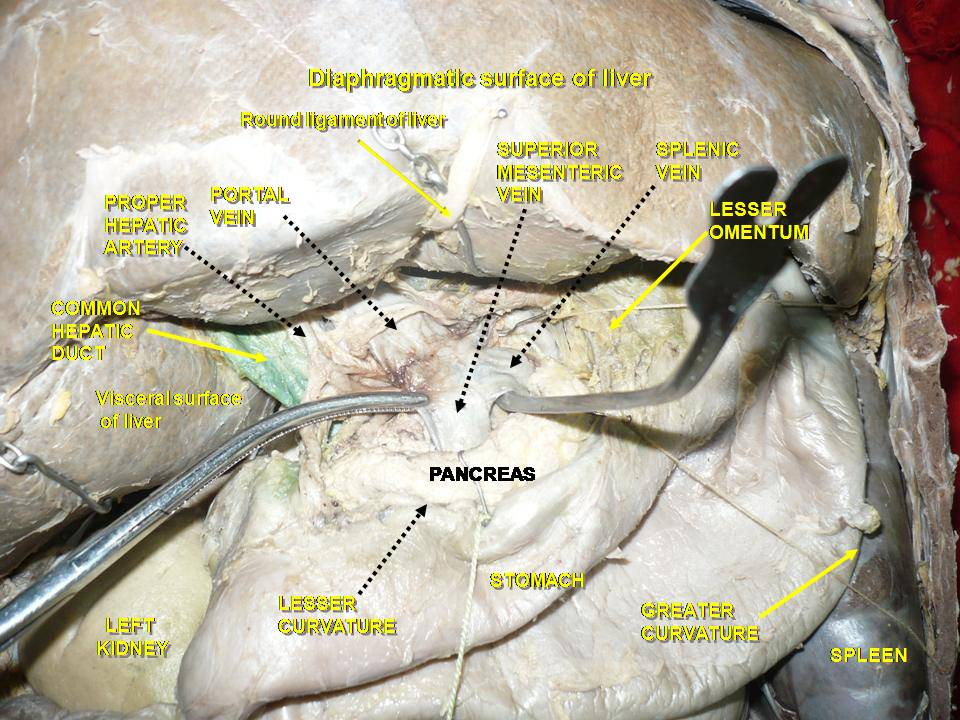
الانحناء الكبير للمعدة

## روابط خارجية
- درسٌ تشريحي حول stomach مُعدٌ بواسطة ويسلي نورمان (جامعة جورجتاون).
- درسٌ تشريحي حول celiactrunk مُعدٌ بواسطة ويسلي نورمان (جامعة جورجتاون).
- "Anatomy diagram: 23314.000-1". Roche Lexicon - illustrated navigator. Elsevier. مؤرشف من الأصل في 2012-12-05.